# Hermagoras hosei
Hermagoras hosei är en insektsart som beskrevs av Kirby 1896. Hermagoras hosei ingår i släktet Hermagoras och familjen Phasmatidae. Inga underarter finns listade i Catalogue of Life.